# 독일의 로마 가톨릭교회
이 문서에서는 독일의 로마 가톨릭교회 목록에 대해 다루고 있다. 대부분의 유럽 국가들뿐만 아니라 독일 국민들 역시 의무적으로 문화재 보호세를 내고 있다. 독일 가톨릭교회의 건물들도 문화재로서 유지 보수를 지속하기 위한 정책의 일환이다. 이 때문에 일부에서는 독일의 가톨릭교회들이 부유하다는 오해를 갖고 있기도 하다. 현재 신자 2,820만 명을 보유하고 있는 독일 가톨릭교회는 다섯 곳의 대교구와 스물일곱 곳의 교구, 세 곳의 교구 사무처, 그리고 한 곳의 교황청 관리구로 이루어져 있다. 독일 가톨릭교회의 모든 대주교와 주교들은 독일 가톨릭 주교회의에 임원으로 소속되어 있다.
독일 가톨릭교회는 기독교 민주 동맹(CDU)이라는 정당을 통해서 정치권에도 영향력을 행사하고 있으며, 쾰른 대성당을 포함하여 독일 전 지역의 가톨릭교회 소속 교회 건물들은 역사적·문화적·예술적 중요성으로 인하여 해당 소재지의 랜드마크로 인식되어 있다.

## 독일의 가톨릭 교구

2012년 12월 31일 기준으로 조사한 각 교구별 신자 수 퍼센트 통계

독일에는 현재 대교구 7곳과 교구 20곳이 소재해 있다.
|  |  | 밤베르크 대교구              |
|  |  | 뷔르츠부르크 교구            |
|  |  | 스피어 교구                  |
|  |  | 아이히슈테트 교구            |
|  |  | 베를린 대교구                |
|  |  | 드레스덴-메이센 교구         |
|  |  | 괴를리츠 교구                |
|  |  | 쾰른 대교구                  |
|  |  | 아헨 교구                    |
|  |  | 에센 교구                    |
|  |  | 림부르크 교구                |
|  |  | 뮌스터 교구                  |
|  |  | 트리어 교구                  |
|  |  | 프라이부르크 대교구          |
|  |  | 마인츠 교구                  |
|  |  | 로텐부르크-슈투트가르트 교구 |
|  |  | 함부르크 대교구              |
|  |  | 힐데스하임 교구              |
|  |  | 오스나브뤼크 교구            |
|  |  | 뮌헨과 프라이징 대교구       |
|  |  | 아우크스부르크 교구          |
|  |  | 파사우 교구                  |
|  |  | 레겐스부르크 교구            |
|  |  | 파데르보른 대교구            |
|  |  | 에르푸르트 교구              |
|  |  | 풀다 교구                    |
|  |  | 마그데부르크 교구            |

2008년 12월 31일 독일 가톨릭 인구 통계조사에 따르면, 독일의 동부 및 북부 지방에는 가톨릭 신자 수가 대체로 10% 미만으로 극히 낮은 편인 반면에, 서부 및 남부 지방에서는 주민의 대다수가 가톨릭 신자이다. 특히 파사우 교구의 경우, 전체 주민의 88%가 가톨릭 신자이다.

## 역사

### 독일의 기독교화
여러 켈트족 주민들과 게르만족들의 기독교화는 로마 제국의 통치를 받던 독일 서부 지역에서 최초로 일어났다. 기독교의 선교는 로마 제국이 기독교를 공인하게 되면서 더욱 용이해졌으며, 여러 가지 방법을 통해 점진적으로 이루어졌다. 게르만족의 복음화는 대부분 강제적인 선교가 아니라 자발적으로 이루어졌으며, 특히 로마 제국과 유대 관계를 맺고 있던 부족들 사이에 기독교가 널리 전파되었다. 나중에 게르마니아 전 지역이 기독교로 단일화되어 신흥 세력으로 급부상하면서, 고립된 지역에서 여전히 토착 이교 사상을 따르던 게르만족들도 강제로 개종되었다.
로마의 독일 통치가 5세기에 붕괴되기 시작하면서 독일의 가톨릭-기독교화 현상도 그 끝을 고하게 되었다. 처음에는 골족 로마인이나 게르만족 로마인의 인구를 통해 쾰른과 트리어 같은 대도시를 유지할 수 있었지만, 459년 프랑크족의 침략으로 이들 도시들은 전멸되고 말았다. 이때 많은 골족 로마인들과 게르만족 로마인들이 프랑크족에 의해 무참하게 죽임을 당하거나 내쫓기게 되었다. 새로 들어온 프랑크족은 자신들의 이교도 신앙을 다시 일으켰다. 잔존한 소수의 가톨릭 주민들은 이러한 프랑크족 군주들에게 맞서 자신들의 신앙을 지켜낼 힘이 없었다.
그러나 496년 프랑크족의 왕 클로비스 1세가 그의 궁정에서 세례를 받음으로써 곧 새로운 양상이 나타났다. 그는 아리우스파로 넘어간 독일 동부 사람들과는 달리 가톨릭 신자가 되었다. 자신들의 왕이 가톨릭 신자가 된 것을 본 많은 프랑크족이 너도나도 할 것 없이 가톨릭교회에서 세례를 받았다.
이후 8세기 동안 아일랜드, 스코틀랜드, 잉글랜드 등지에서 온 선교사들이 독일 지역에 가톨릭 신앙을 다시 들여보내기 위해 부단히 노력하였다. 프랑크 제국 시대 동안, 독일에 파견된 이들 선교사들 가운데 가장 두각을 드러낸 이는 590년부터 프랑크 제국에서 활동한 성 골룸바노와 716년부터 활동한 성 보니파시오이다. 게르만 민족의 개종은 게르만 귀족들의 개종으로 먼저 시작되었으며, 이들 귀족들은 자신들이 믿게 된 새로운 신앙을 일반 백성들에게도 믿게 만들었다.
아일랜드-스코틀랜드-잉글랜드 선교사들의 독일 활동은 13세기에 막을 내렸다. 선교사들은 원주민 기독교인들의 지원을 받으면서 독일 전체를 기독교화하는 데 성공하였다.

### 신성 로마 제국

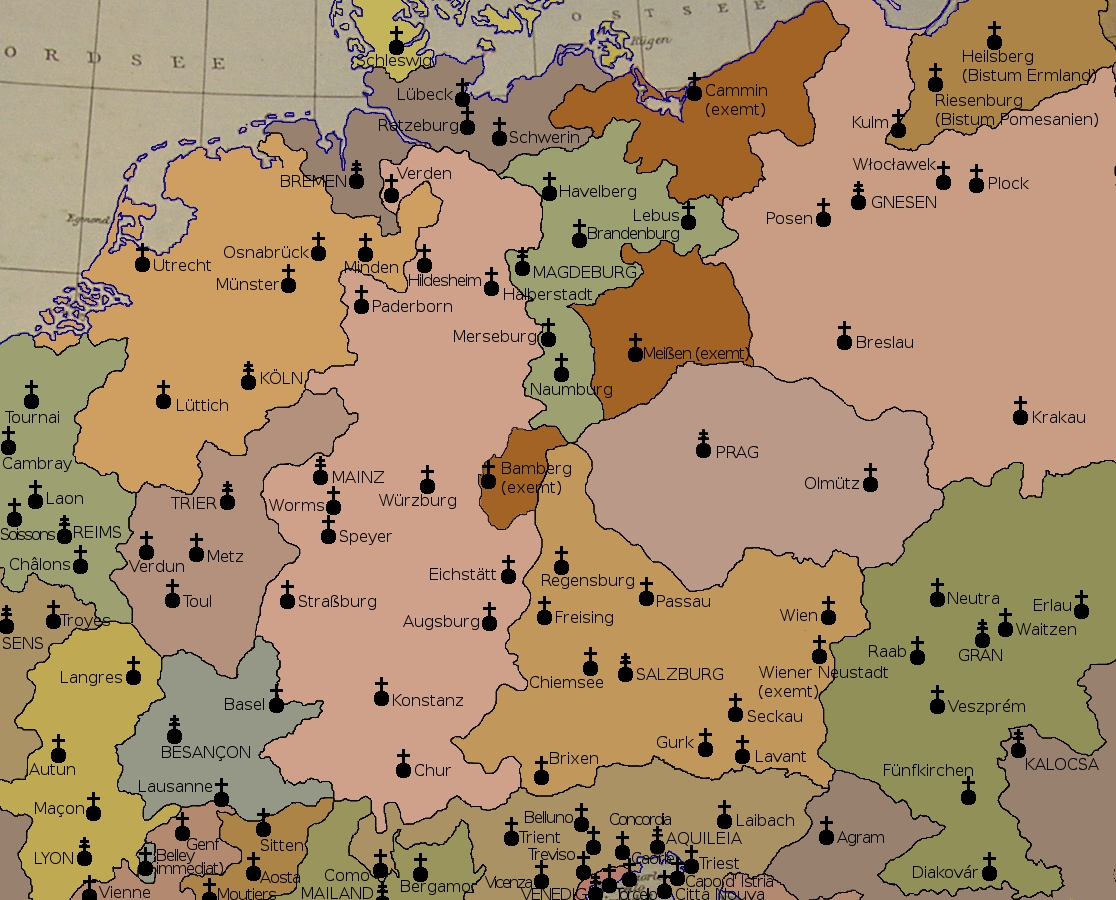
1500년 중부 유럽의 교회 영지 및 주교좌 소재지를 표시한 지도.

중세시대에 가톨릭교회는 신성 로마 제국의 국교, 즉 국가로부터 공인받은 유일한 종교였다. 그리하여 신성 로마 제국 안에서 가톨릭교회는 강력한 영향력을 갖게 되었다. 신성 로마 제국의 영지들 가운데 가장 큰 영지들은 교회 영주들의 지배하에 들어갔다. 신성 로마 제국에서 황제 선서의 자격을 가진 일곱 명의 선제후들 가운데 세 명이 가톨릭교회의 대교구장들인 마인츠 대주교, 트리어 대주교, 쾰른 대주교이다. 신성 로마 제국의 황제는 교황이 주재하는 대관식을 통해서 임명을 받아야만 정식으로 등극할 수가 있었다.

### 종교 개혁
독일 가톨릭교회가 주민들로부터 세금을 징수한 다음 그 세금을 이탈리아로 보내는 한편 정작 본국의 주정부한테는 세금을 한 푼도 보내지 않는 관행에 불만을 품은 독일의 일부 봉건귀족들과 자본가들은 서로 손을 잡게 되었다. 마르틴 루터는 교황이 세속 정치에 관여하는 것을 비난하였다. 루터의 두 왕국 사상은 교회 재산의 몰수와 1525년에 일어난 독일 농민 반란을 독일 귀족들이 군대를 투입해 가혹하게 진압하여 궤멸시킨 사건을 정당화시켰다. 이러한 루터의 사상은 곧 일부 귀족들과 자본가들의 마음을 사로잡아 그들이 루터파로 개종하게 만들었다.
1555년 9월 25일 신성 로마 제국의 황제 카를 5세와 슈말칼덴 동맹은 아우크스부르크 화의에 서명함으로써 공식적으로 가톨릭교회와 프로테스탄트 세력 간에 종교 전쟁은 막을 내리게 되었다. 아우크스부르크 화의를 체결함에 따라 신성 로마 제국의 영토는 가톨릭교회 지역과 프로테스탄티즘 구역으로 분할하게 되었다. 이 조약에 따라 영주와 도시의 신앙 선택권이 승인되었으며, 가톨릭이든 프로테스탄트든 ‘영주의 신앙이 영내(領內)를 지배한다(phrase, cuius regio, eius religio)’는 원칙이 인정되어 영속민은 자동적으로 영주와 같은 신앙을 따르게 되었다. 그러나 신앙을 달리하는 영속민의 이동 자유는 보장되었다.
그러나 여전히 제국 내에는 종교 간의 적대감과 긴장 상태가 잠재적으로 남아 있었으며, 이는 결국 30년 전쟁이라는 또 한 차례의 종교 전쟁이 일어나게 되는 계기가 되었다. 30년 전쟁으로 인하여 독일 국토의 대부분이 황폐화되었으며, 제국 인구의 3분의 2에 달하는 1,200만 명의 인명이 목숨을 잃었다.
종교 전쟁 이후에 독일 남부는 가톨릭으로 남은 반면, 북부는 루터주의를 받아들였다.

### 프랑스 혁명의 여파로 인한 교회 영지의 세속화
제1차 연합 전쟁에서 혁명 프랑스는 프로이센, 오스트리아, 스페인, 영국 연합군을 패퇴시켰다. 그 결과 1795년 바젤 조약에 의해 독일은 프랑스에게 라인 지방 영토를 양도해야 했다. 그로부터 8년 후인 1803년 병합된 영토의 군주들에게 보상 차원에서 배신령(陪臣領)이 주어지면서 제국 내의 영토 주권의 재분배가 이루어졌다. 그 당시, 독일의 많은 지역(300만 명 이상의 주민이 있는 95,000 km2)은 여전히 가톨릭교회의 교구장들의 지배하에 있었다.
그렇지만 병합 과정에서 레겐스부르크 대교구령과 마인츠 대교구령, 튜튼 기사단의 영지 등 세 곳을 제외한 나머지 교회 영지들은 모두 인접한 세속 제후들의 영토에 병합되었다.
수도원들은 자신들의 영지를 포기해야 했으므로, 자신들의 존립을 받쳐줄 재력과 생활 양식의 수단을 잃고 말았다. 역설적이지만, 교회의 토지와 재산의 상실은 (이전의 신성 로마 제국과 프랑스, 스위스, 오스트리아에서뿐만 아니라) 독일 내의 국가나 지역 교회들을 더욱더 알프스 남쪽의 로마에 의지하게 만들었다.
1850년대의 이러한 변화는 보다 신앙심이 투철한 성직자와 전통적인 교리 교육의 부활, 마리아 사제운동의 출현, 그리고 대중 선교 정책 등을 낳았다.

### 프로이센
19세기 중반, 가톨릭교회는 프로테스탄티즘이 주축인 프로이센 왕국에서조차 생활 각 분야에 걸쳐 강력한 영향력을 발휘하면서 하나의 큰 정치적 세력으로 취급받았다. 그러나 정작 가톨릭 신자들 입장에서는 즉흥적인 프로테스탄트교도 통치자들 때문에 항상 안심할 수가 없었다.
열렬한 프로테스탄트였던 프로이센의 재상 비스마르크는 독일의 가톨릭교도들이 독일 제국에 충성을 다하지 않는다고 보았으며, 1870년 제1차 바티칸 공의회에서 교황 무류성을 포고한 것을 못마땅하게 생각했다.
세속 국가를 강화시키기 위해서는 가톨릭교회를 제어할 필요가 있다고 본 그는 1871년 7월 문화투쟁을 벌이면서 가톨릭교회를 국가의 통제하에 놓기 위해 국가가 성직자 임명에 관여하고, 성직자들이 강론 중에 정치적 견해를 발표하지 못하도록 하는 등 반교회적 정책들을 전개하였으며, 1872년 12월에는 아예 교황청과의 외교 관계를 끊어 버렸다.

### 나치 독일
아돌프 히틀러는 과거에 오스트리아의 가톨릭 신자로 태어나 자란 전력이 있다. 히틀러는‘제국 종교의 두 기둥’으로 개신교와 가톨릭을 들었다. 그렇지만 그는 가톨릭교회가 민족 문제에 대해 인식이 결여되었다고 비판적인 입장을 갖고 있었다.
히틀러는 1933년 7월 단종법을 공포하여 가톨릭교회를 탄압하기 시작했다. 가장 먼저 가톨릭 청년연맹을 해산시켰고, 수년 동안 가톨릭교회의 성직자와 수도자, 평신도 지도자를 체포했다. 1937년 상황이 더욱 악화되자 정치에의 중립을 선언했던 교황 비오 11세는 이러한 나치의 횡포들에 대해 강도 높은 비판을 담은 《깊은 고뇌 속에서(Mit brennender Sorge)》라는 회칙을 반포하였다. 교황은 나치의 이데올로기를 “하느님의 질서에 흠집을 내는 이교도의 우상”에 비교하면서 규탄하였다. 또한 히틀러가 펼친 교회 정책을 파괴적 종교 전쟁이며, 종교의 파멸을 가져오는 것으로 이해했다.

### 독일 민주 공화국
제2차 세계대전이 종식된 후, 소련군 점령 지역에 사는 동독의 가톨릭 신자들은 무신론 군사정권의 통치를 받게 되었다. 종교의 자유가 보장된 서독과는 달리 동독에서는 통일되기 전까지 성당들과 수도원들에 대한 출입이 철저하게 통제되었다.

## 같이 보기
- 성좌 (가톨릭)
- 독일의 종교